# Amegilla sierra
Amegilla sierra is een vliesvleugelig insect uit de familie bijen en hommels (Apidae). De wetenschappelijke naam van de soort is voor het eerst geldig gepubliceerd in 1994 door Eardley.
De diersoort komt voor in Zimbabwe.